# Хисарлъка (хълм)
Вижте пояснителната страница за други значения на Хисарлъка.
Хисарлъка е хълм, издигащ се южно от Кюстендил, североизточно разклонение на планината Осогово.
Има характер на подножно стъпало със стръмен разседен северен склон, в основата на който бликат топли минерални извори. Изграден от метаморфни скали – предимно гнайси, които се разкриват на повърхността в местността „Буовски скали" и „Каптажа". От Хисарлъка водят началото си потоци – притоци на река Банщица. Почвите са главно излужени канелени горски.
През средновековието е напълно обезлесен и подложен на силна ровинна ерозия. В края на 19 и началото на 20 в. под ръководството на лесовъда Йордан Митрев е създадена иглолистна гора. След 9 септември 1944 г. залесяването продължава, проведени са благоустройствени мероприятия и Хисарлъка е превърнат в красив парк за туризъм, отдих и спорт.
Лесопарк „Хисарлъка“ заема площ от 1300 дка. В него преобладава черният бор, срещат се бял бор, ела, смърч, явор, цер, липа и др. Създадени са алеи, кътове за отдих, детски и спортни площадки, чешми. Изградени са хотел-ресторантите „Вилата" и „Орлово гнездо", туристическа хижа „Руен", ресторантите „Чешмето", „Вилата на Генерала" и „Бохемия", детски санаториум, кюстендилския зоопарк, „Алея на здравето“, параклис „Свети четиридесет мъченици“.
На източните склонове на хълма има вилна зона и лозя. Хълмът е свързан с Кюстендил посредством 3 асфалтирани пътя и много алеи. От високите части се открива панорама към Кюстендил, Кюстендилската котловина и оградните ѝ планини. Хълмът е посещаван туристически обект и изходен пункт за маршрути в планината Осогово. Свързан е с народни предания и празници, а в наши дни – с традиционния празник „Кюстендилска пролет".
Има важно селищообразуващо значение още по време на траките. Разкрити са останки от антични и късноантични некополи. На най-високата равнинна част на хълма „Хисарлъка“ се намира късноантичната и средновековна крепост „Хисарлъка“, изградена в края на 4 – началото на 5 век. Поправяна през 6 в., тя преживява Първата и Втората българска държава и е съборена от османските завоеватели през 15 век. Днес част от крепостната стена е реставрирана и включена в цялостния архитектурен ансамбъл на лесопарка.